# Ilha Robben
A ilha Robben é uma ilha localizada à entrada da baía da Mesa, a 11 km da Cidade do Cabo, com 5,4 km de comprimento e 2,5 km de largura máxima. Foi “descoberta” por Bartolomeu Dias em 1488 e, durante muitos anos, foi utilizada por navegadores portugueses, mais tarde por britânicos e neerlandeses como posto de reabastecimento. Nelson Mandela — o primeiro presidente da África do Sul eleito por sufrágio universal em 1994 – e seus companheiros estiveram encarcerados durante mais de duas décadas na ilha Robben. A ilha foi inscrita pela UNESCO na lista do Património da Humanidade em 1999.

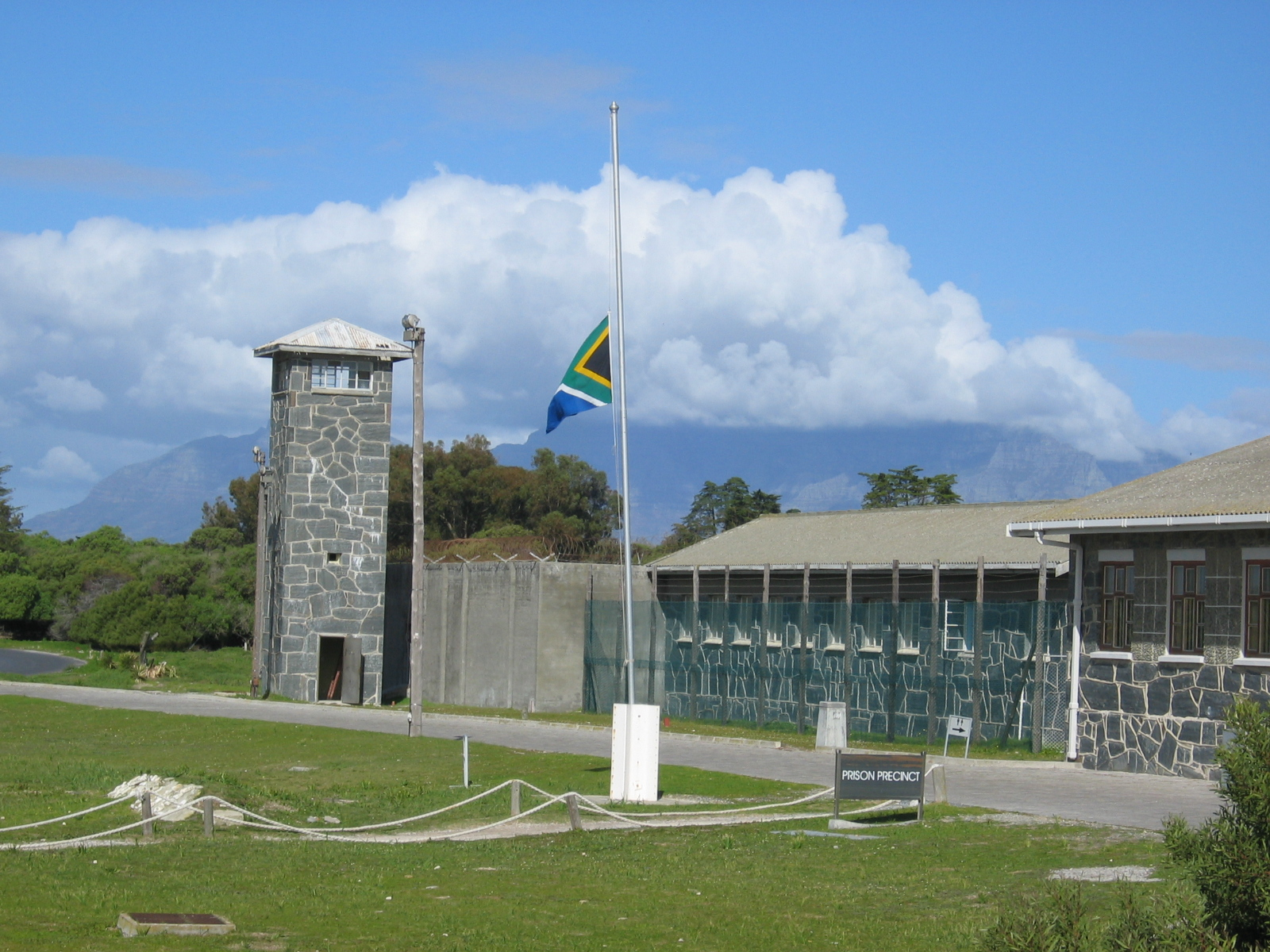
A prisão.

Para além de ser um museu que retrata uma parte da história da África do Sul, principalmente no que refere à luta contra o apartheid, a Ilha Robben é igualmente um santuário natural para muitas espécies, tanto marinhas, como terrestres.

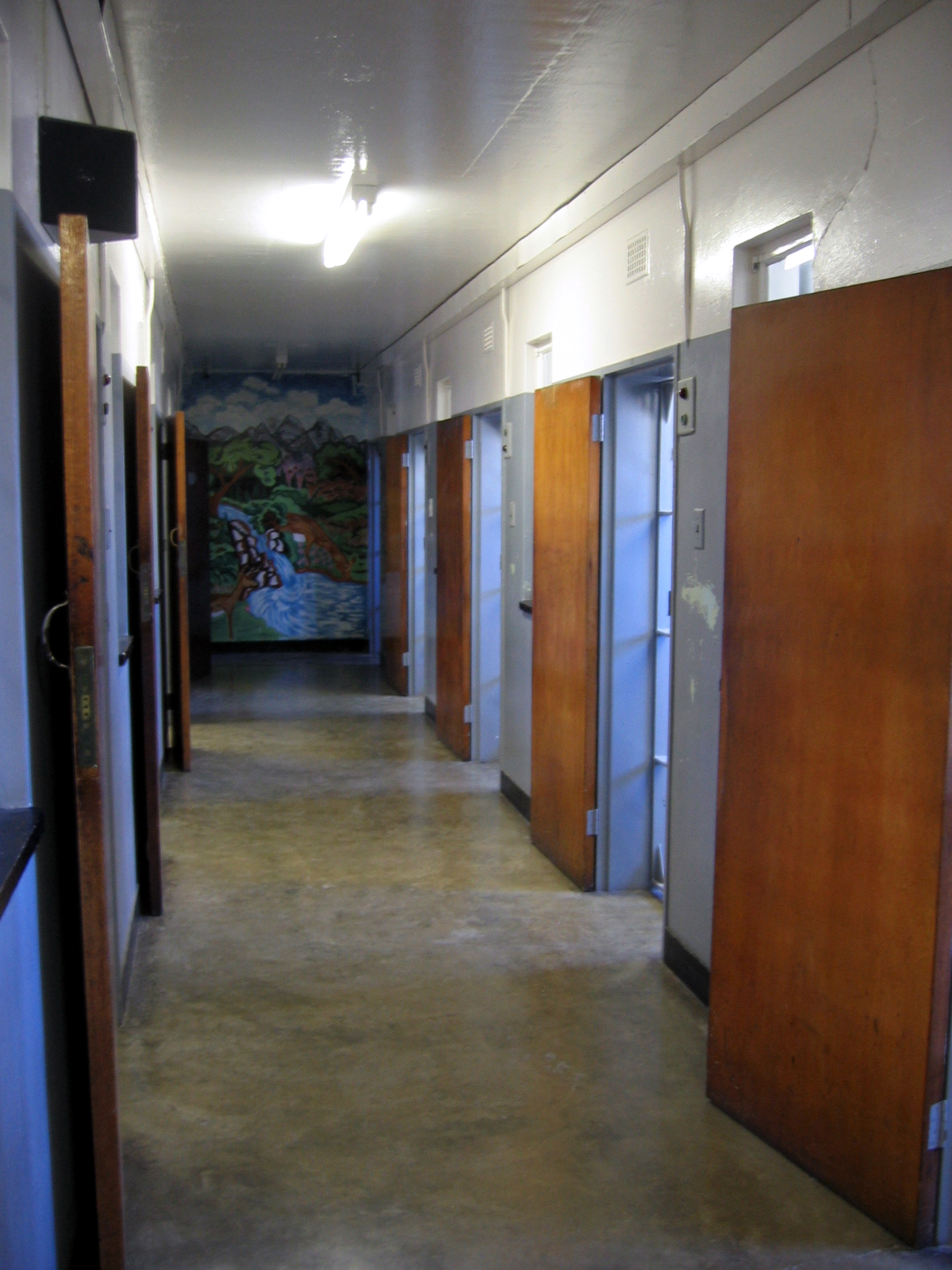
Celas

O nome significa ilha das focas em neerlandês.

## Santuário da natureza

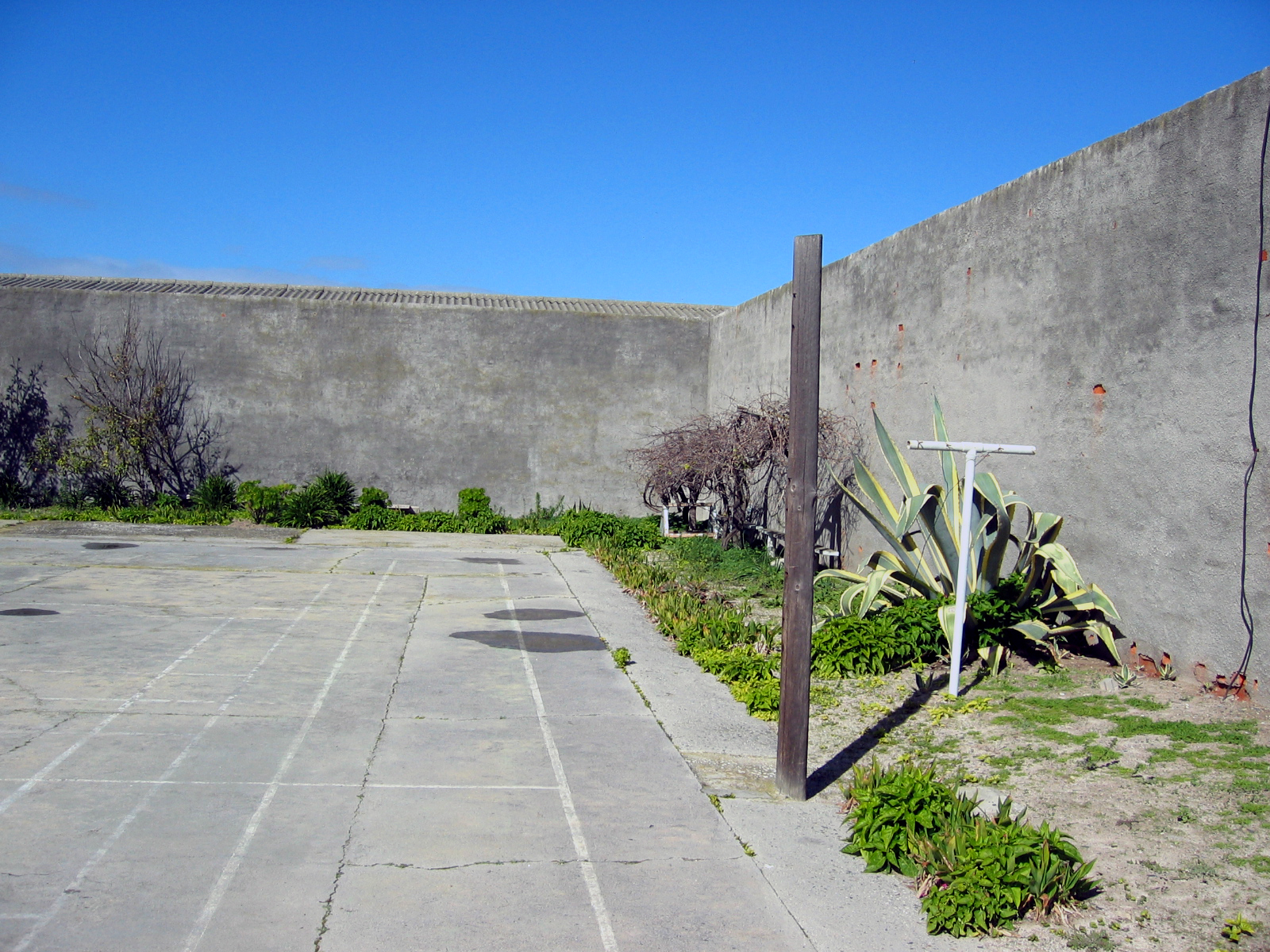
Pátio da prisão

Apesar de exposta aos fortes ventos do sul, a ilha Robben é um santuário da natureza – e a parte norte da ilha é oficialmente um santuário para aves, com cerca de 132 espécies, algumas das quais em risco de extinção. O Pinguim-africano, que já esteve ameaçado, neste momento reproduz-se em grandes números na ilha.

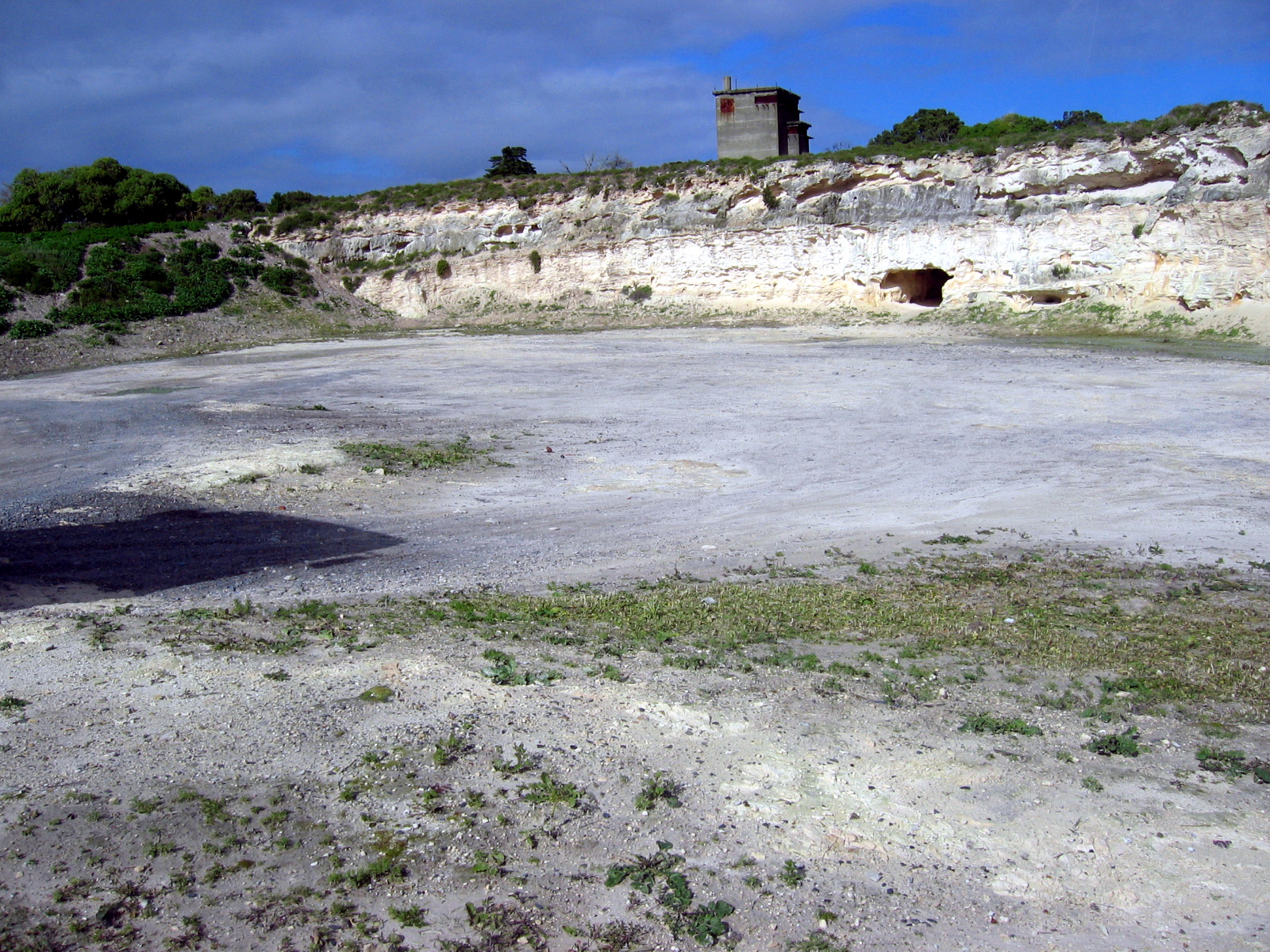
Pedreira

No que respeita a outros tipos de animais, existem na ilha 23 espécies de mamíferos, avestruzes e vários tipos de lagartos, cobras e tartarugas. Do ponto de vista da fauna marinha, as águas à volta da ilha são ricas em focas, baleias e golfinhos.